# La Clef de verre (Magritte)
Pour les articles homonymes, voir La Clé de verre.
La Clef de verre est un tableau du peintre belge René Magritte réalisé en 1959. Cette huile sur toile est un paysage surréaliste qui représente un énorme bloc rocheux ovoïde trônant étrangement sur une crête en montagne. Elle est conservée au sein de la Menil Collection, à Houston, aux États-Unis.